# Kanton Châtenay-Malabry
Kanton Châtenay-Malabry (fr. Canton de Châtenay-Malabry) je francouzský kanton v departementu Hauts-de-Seine v regionu Île-de-France. Tvoří ho pouze město Châtenay-Malabry.